# Yarim-Lim III
Yarim-Lim III va ser rei de Iamkhad a mitjans del segle xvii aC fins potser el 1625 aC. Sembla que va succeir a Hammurabi II. Podria ser fill d'Irkabtum, un rei de Iamkhad anterior.
Va pujar al tron en un moment en què el poder de Iamkhad estava ja en decadència degut a diversos conflictes polítics i territorials. Alguns reis anteriors, com Niqmi-Epuh i Irkabtum havien hagut de lluitar a la vora de l'Eufrates, potser contra l'estat naixent dels hurrites de Mitanni. Yarim-Lim III va haver de lluitar contra Qatna i contra els hitites, i aquests conflictes van perjudicar la integritat territorial del regne de Iamkhad. La ciutat d'Alalakh, vassall d'Alep, la capital de Iamkhad, va conservar unes tauletes d'argila on es pot seguir el col·lapse territorial de Iamkhad sobretot a la costa síria fins a la seva desintegració total l'any 1600 aC aproximadament.
Diverses cròniques en accadi i en assiri donen a conèixer la invasió del nord de Síria pels reis d'Hattusa Hattusilis I i Mursilis I en temps de Yarim-Lim III, entre els anys 1650 aC i 1600 aC. Segons la crònica d'Hattusilis aquest rei va entrar a Síria i va destruir Alalakh, apropiant-se d'una part important del territori de Iamkhad. Va ocupar altres ciutats, sens dubte Urshu i diverses ciutats properes. Tres anys després Hattusilis I torna al país i les seves operacions es desenvolupen prop d'Alep. El rei hitita va obtenir una gran victòria i es va emportar un gran botí i una estàtua del déu Addu d'Alep. L'exèrcit de Iamkhad sembla que estava format per tropes que havien vingut d'Ebla i d'Emar, estats aliats. La conquesta definitiva d'Alep i la desintegració del regne de Iamkhad va tenir lloc sota Mursilis I, però no es té prou informació per saber com van anar els fets. Els hitites van conservar un temps el territori abans que passés a mans de Mitanni.